# Беккер, Карл (генерал)
Карл Ганс Вильгельм Людвиг Беккер (нем. Carl Hans Wilhelm Ludwig Becker, 16 января 1895 — 24 марта 1966) — немецкий военачальник, генерал-лейтенант вермахта, командующий несколькими пехотными дивизиями во время Второй мировой войны. Кавалер Рыцарского креста Железного креста с Дубовыми листьями, высшего ордена нацистской Германии. Взят в плен войсками СССР в мае 1945 года в Чехословакии в результате Пражской операции. Освобождён из плена в 1955 году. В 1945 году в советском плену Карл Беккер военным судом по делу о военных преступлениях в Калинине был приговорён к 25 годам лишения свободы. В качестве основания для приговора было указано его поведение в качестве главы оккупационной администрации Ржева с 1941 до 1942 года.

## Награды
- Железный крест 2-го класса (23 июля 1915) (Королевство Пруссия)
- Железный крест 1-го класса (17 июня 1917)
- Королевский орден Дома Гогенцоллернов рыцарский крест с мечами (8 июля 1918) (Королевство Пруссия)
- Нагрудный знак «За ранение» (1918) в чёрном
- Нагрудный знак «За ранение» (1918) в серебре
- Нагрудный знак «За ранение» (1918) в золоте (31 августа 1918)
- Почётный крест ветерана войны с мечами (19 января 1935)
- Пряжка к Железному кресту 2-го класса (12 октября 1939)
- Пряжка к Железному кресту 1-го класса (10 июня 1940)
- Медаль «За сооружение Атлантического вала» (30 марта 1940)
- Немецкий крест в золоте (18 октября 1941)
- Медаль «За зимнюю кампанию на Востоке 1941/42» (1 августа 1942)
- Рыцарский крест Железного креста с дубовыми листьями
  - рыцарский крест (29 октября 1942)
  - дубовые листья (№ 829) (14 апреля 1945)
- Упоминание в Вермахтберихт (24 октября 1943 и 10 октября 1944)